# Underwater Sunlight
Underwater Sunlight es el decimosexto álbum de estudio del grupo alemán de música electrónica Tangerine Dream. Publicado en julio de 1986 por Jive Records es un álbum inspirado por la temática acuática. Destaca por ser el primero con la participación de Paul Haslinger pianista con entonces 23 años graduado en la Academia de la Música de Viena y procedente de los clubs de jazz de Berlín.
Rodney Batdorf en AllMusic destaca del álbum el hecho de "buscar el soporte en estructuras estrictas y florituras compositivas discordantes.(...) El grupo no había descubierto cómo incorporar estas técnicas en su música pero los resultados son fascinantes".

## Producción

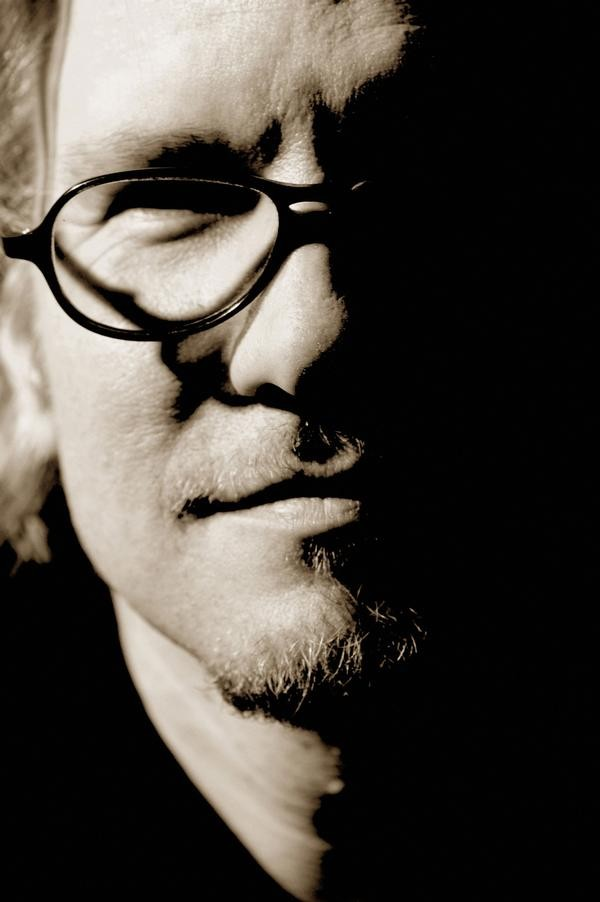
El músico y compositor Paul Haslinger

Tras la salida de Tangerine Dream de Johannes Schmoelling, Edgar Froese y Christopher Franke indiciaron el proceso de búsqueda de un nuevo músico que fuera reemplazo para las giras programadas en primavera y verano por la banda y, eventualmente, para su incorporación al grupo. El seleccionado fue Paul Haslinger quien, por su formación académica y proximidad estilística al jazz y el funk, hubo de realizar un esfuerzo para reorientar su estilo musical hacia las texturas electrónicas. Haslinger permaneció en Tangerine Dream durante 4 años, entre 1986 y 1990, participando en numerosos álbumes, bandas sonoras y giras de conciertos.

"Llegué al estudio de Tangerine Dream en Berlín y se encontraban todos los instrumentos que había soñado. Durante un año no fui visible porque estaba detrás aprendiendo y resolviendo cosas. Dado que Underwater Sunlight fue el primer álbum en el que participé también fue el más espontáneo al menos desde mi perspectiva. Después de finalizar la gira por el Reino Unido en 1986 regresamos directamente al estudio y lo grabamos en poco más de tres meses. Sucedió con facilidad y creo que puedes percibir esa sensación en la música."
Paul Haslinger 

Grabado en Berlín en abril de 1986 Underwater Sunlight ha sido reeditado en numerosas ocasiones desde su lanzamiento original. En 2011 una versión reeditada por Esoteric Records incorporó un tema adicional previamente descartado: «Dolphin Smile». El álbum alcanzó el puesto 97 en las listas de ventas británicas.

## Lista de temas
| N.º   | Título                                      | Escritor(es)                    | Duración |  |
| 1.    | «Song Of The Whale, Part One: From Dawn...» | Christopher Franke Edgar Froese | 8:25     |  |
| 2.    | «Song Of The Whale, Part Two: ... To Dusk»  | Christopher Franke Edgar Froese | 10:53    |  |
| 3.    | «Dolphin Dance»                             | Christopher Franke Edgar Froese | 5:05     |  |
| 4.    | «Ride On The Ray»                           | Christopher Franke Edgar Froese | 5:30     |  |
| 5.    | «Scuba Scuba»                               | Christopher Franke Edgar Froese | 4:30     |  |
| 6.    | «Underwater Twilight»                       | Christopher Franke Edgar Froese | 5:50     |  |
| 40:13 |                                             |                                 |          |  |

## Personal
- Christopher Franke - sintetizadores, percusión electrónica, producción, ingeniería y mezcla
- Edgar Froese - sintetizadores, guitarra, producción, ingeniería y mezcla
- Paul Haslinger - sintetizadores, grand piano, guitarras y producción
- Christian Gstettner - programaciones
- Monique Froese - fotografía